# جون دفريوإكس
جون دفريوإكس (بالإنجليزية: John Devereux)‏ هو سياسي أسترالي، ولد في 8 فبراير 1946 في أستراليا. حزبياً، نشط في حزب العمال الأسترالي. وقد انتخب عضو مجلس الشيوخ الأسترالي ‏ عن دائرة Tasmania ‏ (11 يوليو 1987 – 7 فبراير 1996).